# Saultain
Saultain ist eine französische Gemeinde mit 2526 Einwohnern (Stand: 1. Januar 2022) im Département Nord in der Region Hauts-de-France. Sie gehört zum Kanton Marly im Arrondissement Valenciennes und ist Mitglied im Gemeindeverband Valenciennes Métropole.

## Geographie
Die Gemeinde Saultain liegt fünf Kilometer südöstlich des Stadtzentrums und sieben Kilometer westlich der Grenze zu Belgien. Umgeben wird Saultain von den Nachbargemeinden Saint-Saulve im Norden, Estreux im Nordosten, Curgies im Osten und Südosten, Préseau im Südosten und Süden, Aulnoy-lez-Valenciennes im Südwesten sowie Marly im Westen. Durch die Gemeinde führt die Autoroute A2.

## Bevölkerungsentwicklung
| Jahr                       | 1962 | 1968 | 1975 | 1982 | 1990 | 1999 | 2006 | 2012 | 2021 |
| Einwohner                  | 1453 | 1423 | 1438 | 1669 | 2037 | 2077 | 1991 | 2100 | 2553 |
| Quellen: Cassini und INSEE |      |      |      |      |      |      |      |      |      |

## Sehenswürdigkeiten
- Kirche Saint-Martin aus dem 18. Jahrhundert
- Calvaire
- Taubenschlag auf dem Gutshof Danjou, Monument historique

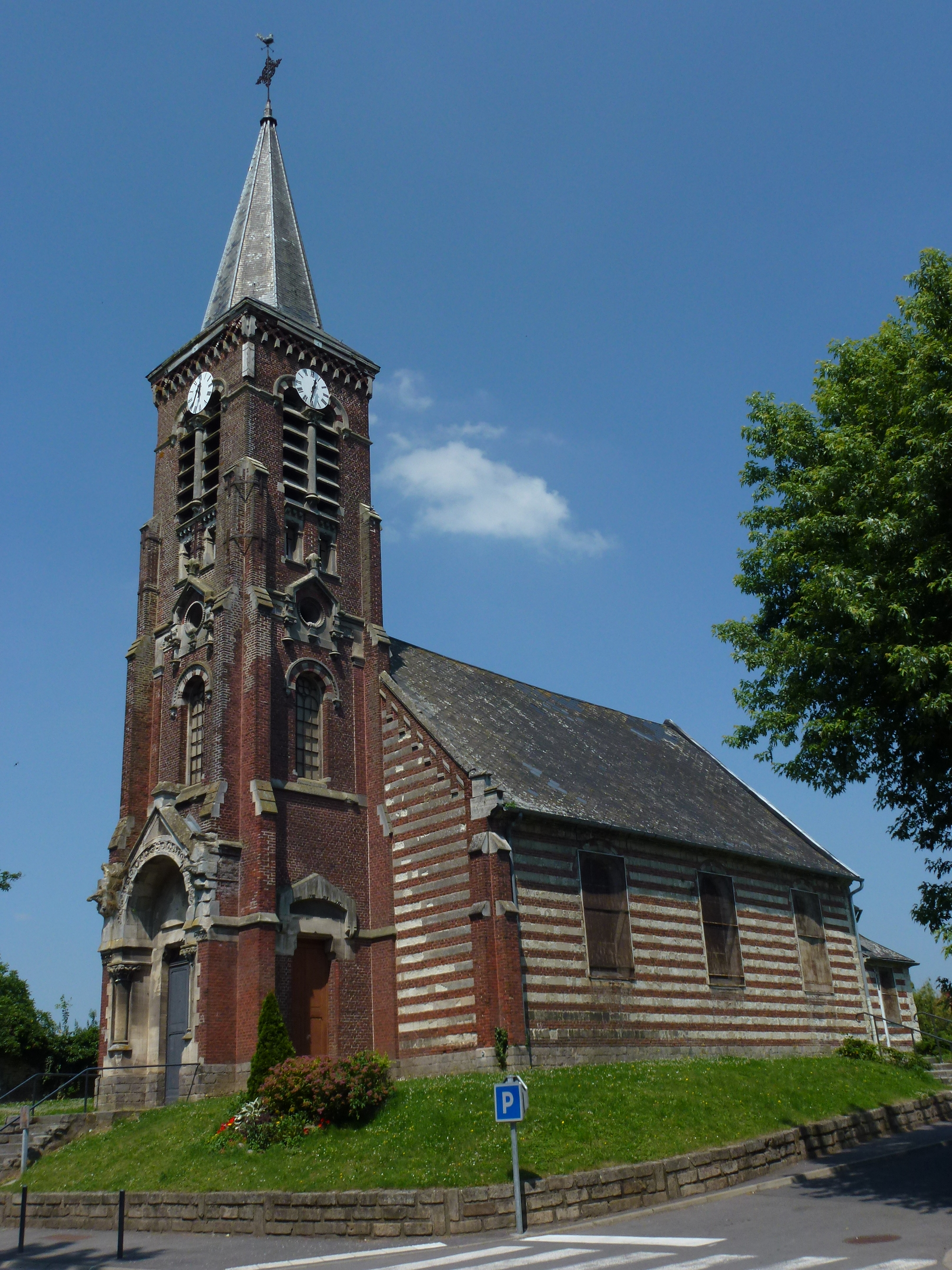
Kirche Saint-Martin
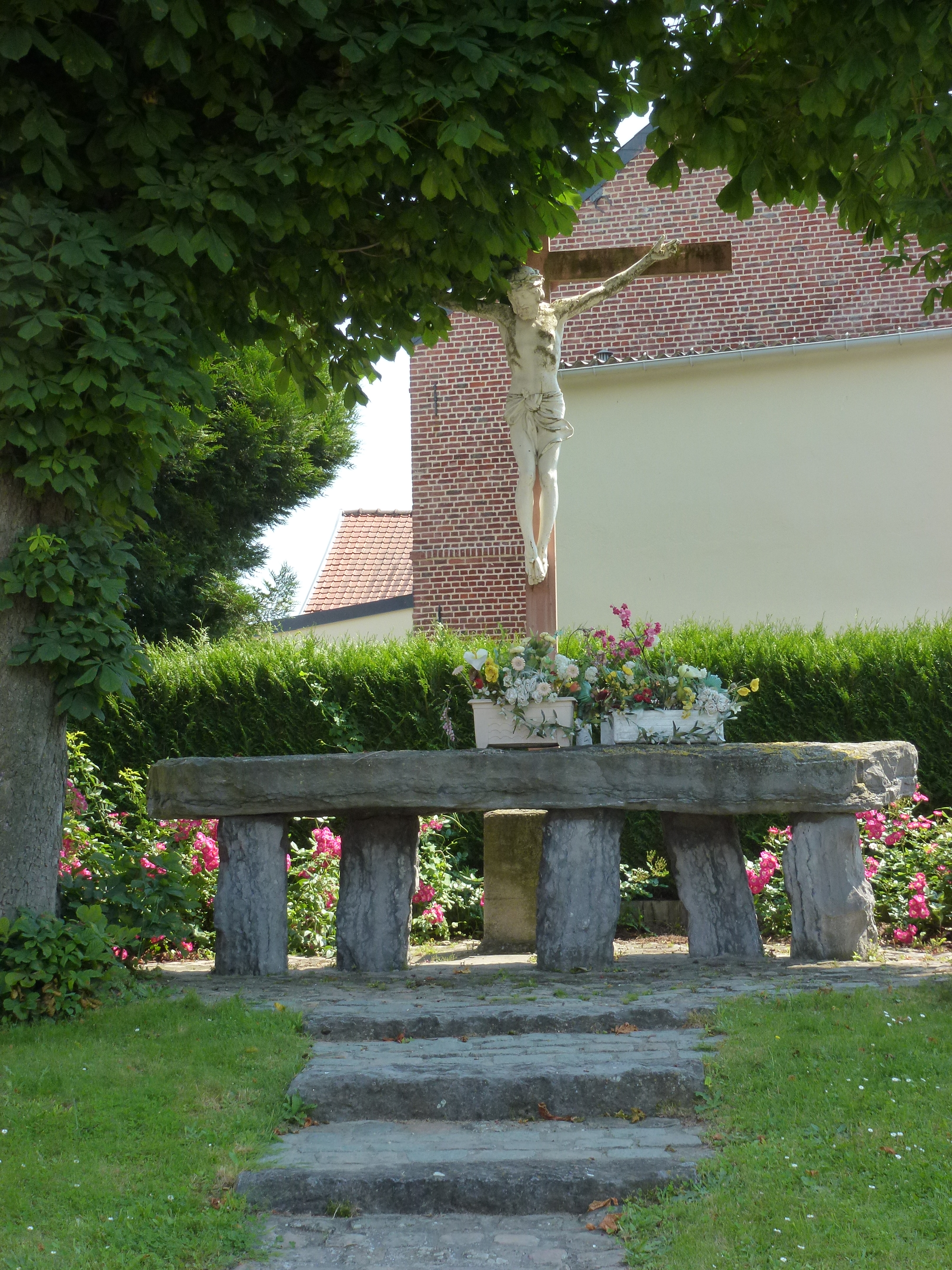
Calvaire (Wegekreuz)

## Persönlichkeiten
- Lucien Brasseur (1878–1960), Bildhauer